# Ipkg
ipkg（Itsy Package Management System の略称）は、携帯機器や組み込み機器向けの軽量なパッケージ管理システムで、Debianのdpkgに似ている。リンクシスのNSLU2で使われているUnslungオペレーティングシステム、OpenWrt、Openmoko、iPAQ、QNAPのNAS製品など、様々なところで使われている。

## Opkg
OpenMokoプロジェクトは ipkg のフォークである Opkg を活発に保守している。